# يوجين فريزنيه

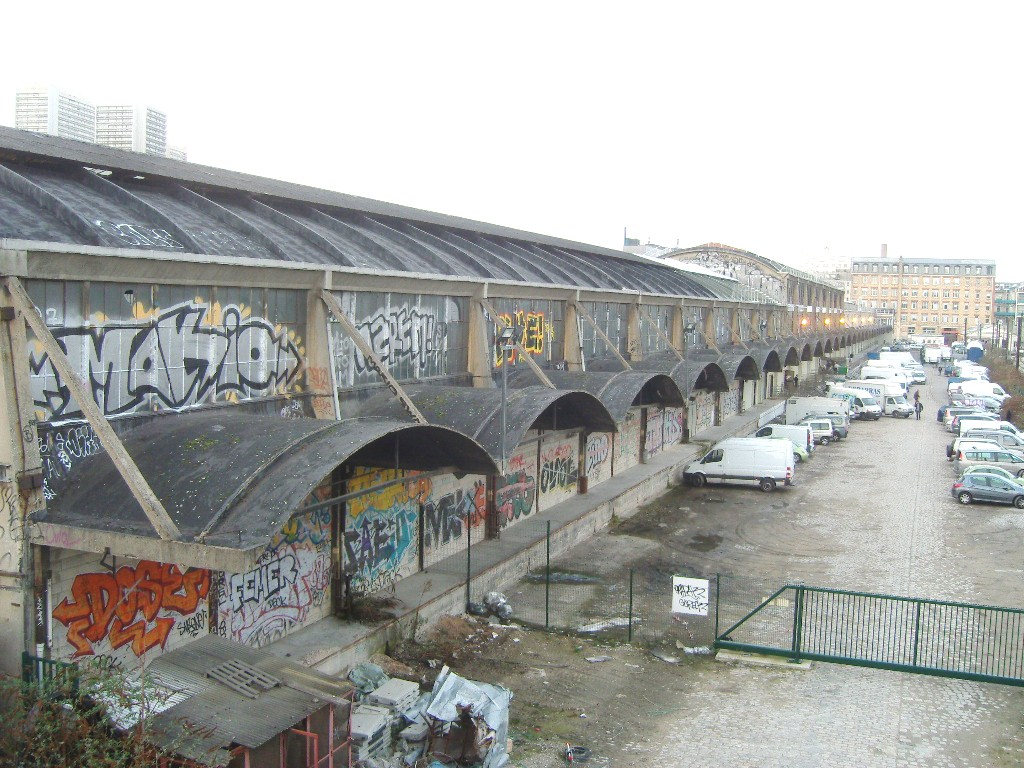
قاعة فريزنيه في باريس، أحد أعمال المهندس يوجين فريزنيه.

يوجين فريزنيه (بالفرنسية: Eugène Freyssinet ؛ 1879-1962) مهندس إنشائي ومدني فرنسي، وأحد أهم رواد الخرسانة مسبقة الإجهاد. عمل على تصميم العديد من الإنشاءات الخرسانية المهمة، مثل الجسور القوسية والهياكل القشرية الخفيفة، كمرآب الطائرات في مطار أورلي في فرنسا،  كما قام بتصميم عدد من سفن الشحن الخرسانية.

## وصلات خارجية
- يوجين فريزنيه على موقع الموسوعة البريطانية (الإنجليزية)